# Како је пропао рокенрол
„Како је пропао рокенрол“ је југословенски омнибус филм из 1989. године, који чине три независна дела: До извора два путића, Није све у љубави (има нешто и у лови) и Не шаљи ми писма, чији су редитељи Зоран Пезо, Владимир Славица и Горан Гајић, а сценаристи су Бранко Вукојевић, Александар Баришић и Биљана Пајкић. Музику за филм су написали Владимир Дивљан (Идоли), Срђан Гојковић (Електрични оргазам) и Душан Којић (Дисциплина кичме).

## Радња

### Прва прича: До извора два путића
Младић Кома је показао да све може да уради боље од свога тате, макар при томе морао да постане и нинџа. Ко мрзи народњаке, нарочито новокомпоноване, открива се на крају.

### Друга прича: Није све у љубави, има нешто и у лови
Дракула је опет настрадао. Међутим, овог пута, глогов колац, сребрни метак или крст нису му дошли главе. Једна плавуша успела је да га лиши вечног живота (момачког) и без помоћи изласка сунца.

### Трећа прича: Не шаљи ми писмо
Ева шије а Ђуро свира. Оно што им не да мира је Писмо. Не само да се не зна ко га је написао, већ и коме је упућено. Кад се све сазна, можда ће бити касно за Еву и Ђуру.

## Улоге
| Глумац                   | Улога                       |
| ------------------------ | --------------------------- |
| Срђан Тодоровић          | Кома                        |
| Велимир Бата Живојиновић | Крста Клајић Клаја          |
| Соња Савић               | Бојана                      |
| Бранимир Брстина         | Срђан Хаџи-Карић            |
| Небојша Бакочевић        | Дарко                       |
| Аница Добра              | Барбара                     |
| Бранко Ђурић Ђуро        | Ђура Веселиновић            |
| Весна Тривалић           | Ева Веселиновић             |
| Богдан Диклић            | Слободан                    |
| Драган Бјелогрлић        | Млађи полицајац             |
| Слободан Бода Нинковић   | Старији полицајац           |
| Жика Миленковић          | Начелник полиције           |
| Душан Којић              | Зелени Зуб                  |
| Ратко Танкосић           | Жика                        |
| Коста Бунушевац          | Супер риџа / Супер оператер |
| Џони Рацковић            | Ђоле Хаубица                |

## Културно добро
Југословенска кинотека је, у складу са својим овлашћењима на основу Закона о културним добрима, 28. децембра 2016. године прогласила сто српских играних филмова (1911-1999) за културно добро од великог значаја. На тој листи се налази и филм "Како је пропао рокенрол".